# Třída Bogue
Třída Bogue byla třída eskortních letadlových lodí Námořnictva Spojených států amerických z období druhé světové války. Mezi jejich hlavní úkoly patřil doprovod konvojů a podpora výsadkových operací. Byly to první eskortní letadlové lodě stavěné ve velké sérii. Část jich byla na základě zákona o půjčce a pronájmu poskytnuta Britskému královskému námořnictvu, které je provozovalo jako třídy Attacker a Ameer. Celkem jich bylo postaveno 45.

## Pozadí vzniku

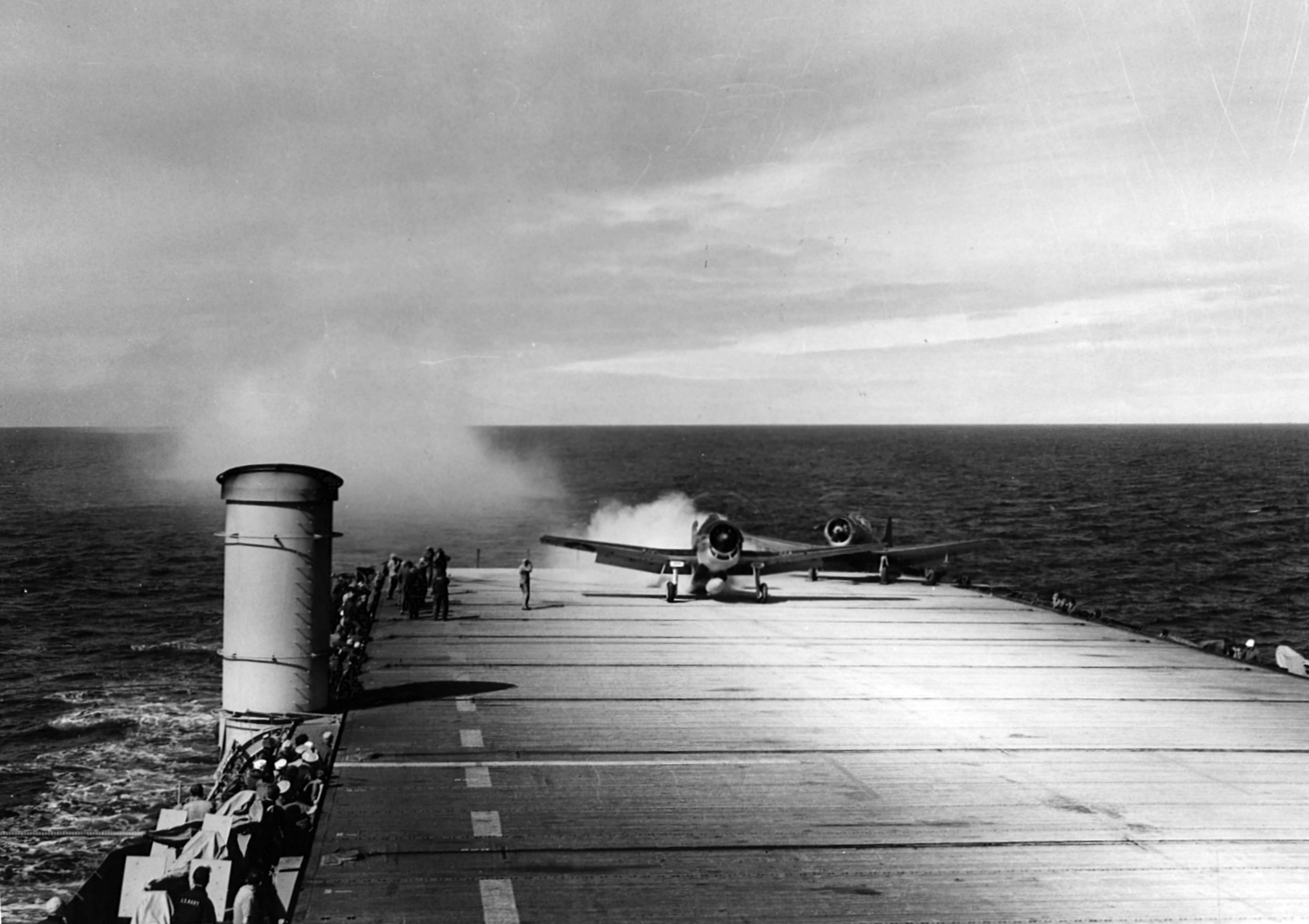
Start palubních letounů

Americké námořnictvo za války provozovalo celkem 11 letadlových této třídy, pojmenovaných USS Bogue, USS Card, USS Copahee, USS Core, USS Nassau, USS Altamaha, USS Barnes, USS Block Island, USS Breton, USS Croatan a USS Prince William. Postaveny byly v letech 1941–1943. Britové přitom získaly dalších 11 plavidel třídy Attacker a 23 plavidel třídy Ameer.

## Konstrukce
Jak bylo u eskortních letadlových lodí obvyklé, jednalo se o malá, pomalá a špatně chráněná plavidla. Jedna loď mohla nést až 28 letadel, obvykle šestnáct stíhacích letounů a dvanáct bombardérů. Obrannou výzbroj tvořily dva 127mm kanóny, čtyři 40mm protiletadlové kanóny a deset 20mm kanónů. Protiletadlová výzbroj přitom byla průběžně zesilována. Pohonný systém tvořila jedna parní turbína se dvěma kotly. Nejvyšší rychlost dosahovala 16 uzlů.

## Operační služba

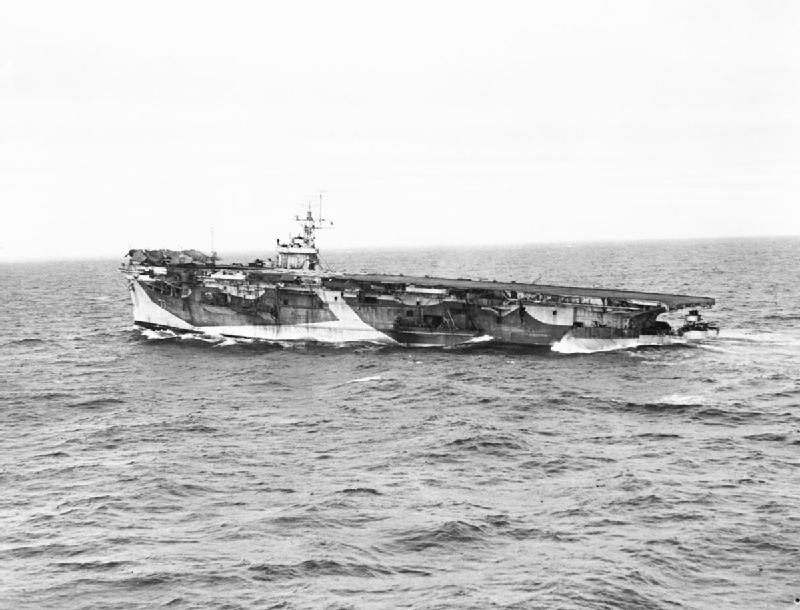
Poškozená HMS Nabob s hluboko ponořenou zádí

Celou třídu čekalo intenzivní nasazení v druhé světové válce. Jedinou ztracenou lodí se stala Block Island, potopená 29. května 1944 poblíž Kanárských ostrovů vlastními torpédoborci po zásahu třemi torpédy německé ponorky U 549. Další dvě jednotky byly za války tak těžce poškozeny, že už nebyly opraveny. Jednalo se o HMS Nabob zasaženou torpédy německé ponorky U 354 a HMS Thane zasaženou torpédy ponorky U 1172.